# Altyn Khan
De Altyn Khan was een Mongools kanaat in de 16e en 17e eeuw in het noordwesten van het gebied van de huidige republiek Mongolië. Ook de heersers van het kanaat -en vaak ook de stam- worden in de literatuur benoemd als de Altyn Khan.

## Achtergrond
De Altyn Khan was een aan de Khalkha-Mongolen verwante groep. De eerste heerser was Sholoi Ubasha Khongtaiji (1567-1627). Hij was oorspronkelijk een vazal van en belastingplichtig aan de Jasaktu Khan, in die periode de belangrijkste Khan van de Khalkha's. Rond 1600 wist Sholoi zich echter los te maken van die verplichtingen en een geheel zelfstandig kanaat te creëren. 
Gelijk daarna begon Sholoi een aantal campagnes,gericht op annexatie en verovering waarbij hij veel Mongoolse en Turkstalige stammen en clans tot zijn vazal maakte. Daaronder waren vooral groepen Kirgiezen aan de bovenloop van de Jenisej. Daarbij was het onvermijdelijk, dat Sholoi in conflict raakte met de westelijk van zijn kanaat woonachtige Oirat-Mongolen. 
Aan het eind van de 16e eeuw waren de Oirats nog steeds een relatief zwakke federatie vergeleken met andere Mongoolse stamfederaties. Ze waren verdeeld in facties en clans, gebaseerd op de vier stammen van de Oirats, Dörbet, Torgut, Khoshut en de Choros. De laatste was de leidende clan, die een generatie later de Dzjoengaren zou worden. De clans voerden voortdurend een onderlinge strijd en waren vooral daarom een gemakkelijke prooi voor de Altyn Khan. De Oirats en de Altyn Khan zouden ruim een halve eeuw onverzoenlijke vijanden van elkaar blijven. 

## Eerste contacten met de Russen

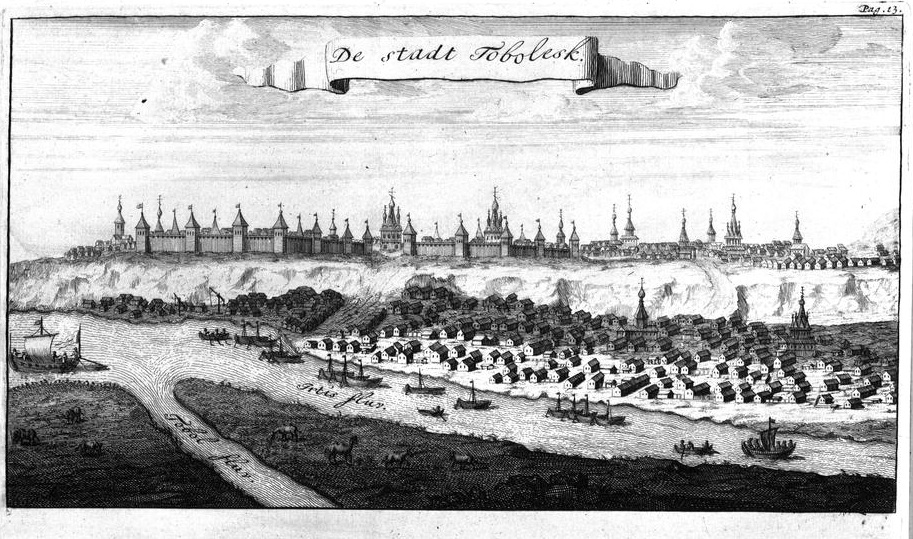
Tobolsk omstreeks 1694

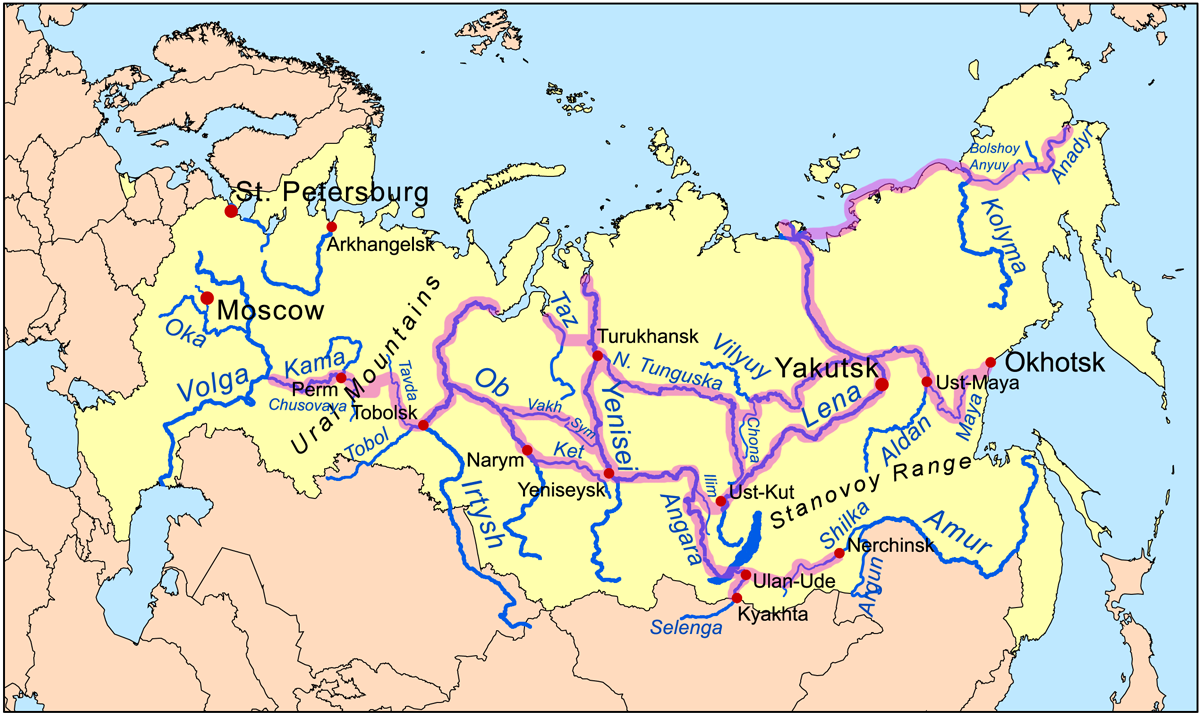
De Russische expansie in Centraal-Azië vond in de eerste fase vooral via rivieren als de Jenisej plaats

Rond 1590 waren de Oirats de eerste Mongoolse groep geweest, die contact gekregen hadden met de Russen. Die ontmoetingen vonden plaats in pas gestichte nederzettingen als Tobolsk en de stad Tara in de huidige Oblast Omsk. Andere Russische reizigers hadden in 1604 de nederzetting Tomsk gesticht. Van daaruit reisden Siberische Kozakken naar de bovenloop van de Jenisej en ontmoetten daar de Kirgiezen, die belastingplichtig waren aan de Altyn Khan. De Kirgiezen informeerden de Russen, dat de Altyn Khan regelmatig tribuutmissies naar het hof van de Chinese keizer zond. De Russen waren zeer geïnteresseerd in dit nieuws, vanwege de mogelijkheid dat zij via het kanaat van de Altyn Khan dan een route naar Peking konden organiseren. In 1608 zond de gouverneur van Tomsk een missie naar het hof van de Altyn Khan. Het tijdstip dat de missie daar arriveerde was ongelukkig, omdat de Altyn Khan op dat moment juist bezig was met een militaire campagne tegen Khara Khula (overleden 1635), de leider van de Oirat-Mongolen. Deze campagne was overigens de eerste overwinning van Khara Khula.
Vanwege de situatie in Rusland zelf, de Tijd der Troebelen, duurde het enige tijd, dat een tweede missie gezonden werd. In 1616 arriveerde die met Vasili Tyumentz aan het hoofd. Sholoi maakte duidelijk, dat hij een militair verbond met de Russen wenste tegen de Oirats. Daarnaast wenste de Altyn Khan, dat de Russen hem vuurwapens zouden leveren. In ruil daarvoor zou hij toestaan dat de Kirgiezen aan de Jenisej ook belastingplichtig aan de Russen werden. Het beleid van de Russische regering was er echter op gericht om niet betrokken te raken bij strijd tussen twee nomadische groeperingen. De tsaar heette nieuwe vazallen welkom, maar niet tegen de prijs van volledige militaire ondersteuning tegen hun tegenstanders. Dit zou het belangrijkste patroon worden in de Mongools-Russische relaties. Mongolen vroegen steeds Russische steun tegen hun andere Mongoolse rivalen en later de Mantsjoes en het recht te handelen in Siberische grenssteden, terwijl de Russen het doel hadden om afzonderlijke stammen te onderwerpen aan het gezag van de tsaar om op die wijze verdere toegang tot China te verkrijgen. 
Sholoi had ook de wens naar voren gebracht om een delegatie van hem naar Moskou te kunnen zenden. Vasily Tyumentz had daar in eerste instantie nogal wat moeite mee. Het ontvangen door de tsaar van een delegatie van de Altyn Khan zou uitgelegd kunnen worden als een akkoord met een gelijke status van de Altyn Khan. Uiteindelijk stemde de Russische delegatieleider daar wel mee in. Sholoi organiseerde daarop een ceremonie, waarin hij beloofde een vazal van de tsaar te worden. Net als bij soortgelijke ceremoniën waar andere Mongoolse heersers bij waren betrokken leidde dat snel tot misverstanden. De Russen gingen ervan uit dat de Altyn Khan nu een onderdaan van de tsaar was, gebonden aan Russische wetgeving en decreten van de tsaar. 
Sholoi was echter van opvatting dat hij nu een bondgenoot van de tsaar was geworden, maar volstrekt niet gebonden in zijn handelen ten opzichte andere nomadische groepen. Tijdens het bezoek van de delegatie aan de Altyn Khan aan Moskou wisten de Russen de belofte te krijgen van ondersteuning en hulp van de Altyn Khan voor een bezoek van een Russische missie aan Peking.

## De eerste Russische delegatie in Peking

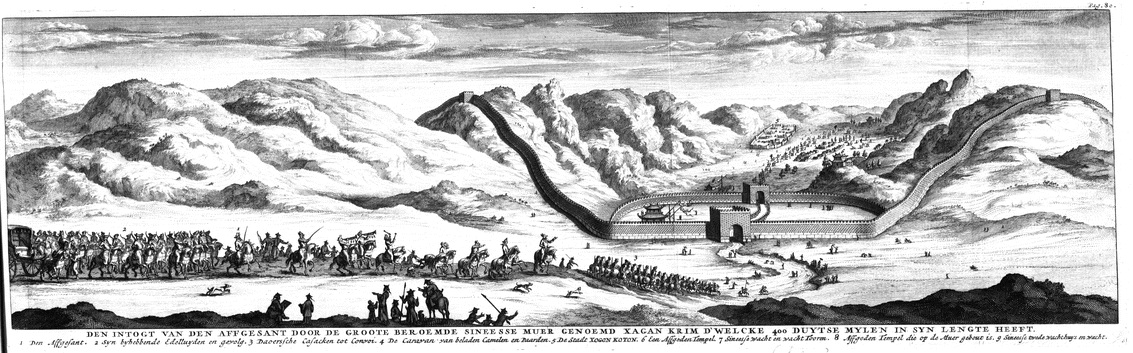
Een Russische missie bij het passeren van de Grote Muur

Sholoi hield zich aan die belofte. In 1617 arriveerde Ivan Petlin met een aantal Kozakken aan zijn hof. Zij reisden met een tribuutmissie van de Altyn Khan naar Peking. Sholoi gaf Petlin ook twee boeddhistische monniken als begeleider mee om hem te ondersteunen bij gesprekken aan het hof in Peking. In mei 1618 vertrok de missie en bereikte via het passeren van de Grote Muur in augustus Peking. Petlin miste de juiste geloofsbrieven en geschenken en kreeg als gevolg geen onderhoud met de toenmalige keizer van de Ming-dynastie Zhengde. De Chinese functionarissen waren echter verder zeer coöperatief. Met hulp van de twee monniken vergaarde Petlin waardevolle informatie, zoals de wijze van handel drijven en over de spanningen tussen de Ming en de Mantsjoes. 
Petlin kreeg wel een brief mee van Zhengde aan de Russische tsaar Michael I. In de brief stonden onder meer de voorwaarden benoemd, waaronder Russische handelaren naar Peking konden komen. Bij terugkeer in Moskou bleek dat er niemand in het Russische rijk was die Chinees kon lezen, met als gevolg dat de inhoud van de brief tot 1675 onbekend bleef.

## De verslechtering van de betrekkingen tussen Rusland en de Altyn Khan
In 1619 brak er een totale oorlog uit tussen Khara Khula en de Altyn Khan. Beide partijen probeerden bondgenoten te vinden. Dat leidde tot de merkwaardige situatie dat delegaties van Khara-Khula en de Altyn Khan aan het eind van dat jaar vrijwel gelijktijdig in Moskou arriveerden. Beide delegaties hadden het voorstel aan de tsaar voor een militaire alliantie tegen hun tegenstander. De Russische regering bleef trouw aan het beleid van geen actieve interventie. Beide partijen ontvingen dan ook in april 1620 het antwoord dat er geen sprake kon zijn van een offensieve militaire alliantie. Indien zij echter vazal van de tsaar wensten te worden, zou de tsaar hen ook verdedigen tegen aanvallen van de ander. 
Dit leidde tot een aanzienlijke verslechtering van de relaties tussen de Russen en de Altyn Khan. Het gevolg was ook dat serieuze contacten tussen de Russen en China pas weer tijdens de Qing-dynastie zouden plaatsvinden. De Russen zouden ook nooit meer de route die Ivan Petlin had gevolgd naar Peking gebruiken. 

## De opvolgers van Sholoi Ubasha Khongtaiji
Sholoi overleed in 1623. Geen van zijn opvolgers zou de machtspositie van Sholoi ook maar benaderen. De eerste opvolger is zijn zoon Badma Erdeni Khong Tayiji. Al in het eerste jaar van zijn periode ondernam hij een nieuwe aanval op de Oirat-Mongolen die echter door Khara Khula werd afgeslagen. Rond 1630 versloeg Khara Khula de Altyn Khan nog enkele malen. Daarna zouden de Altyn Khan nooit meer een bedreiging voor Oirats vormen. Daarbij verdreef Khara Khula de Altyn Khan ook uit het door hen bezette Bekken van Dzoengarije in Oost-Turkestan, een gebied dat onder Mongoolse dominantie van de Dzjoengaren zou blijven tot aan hun vernietiging in 1756. 
De derde en laatste Altyn Khan is Erinchin Lobsang Tayiji (1652 - 1691). Die raakt betrokken bij de voortdurende onderlinge conflicten tussen de Khalkha-Mongolen. Hij viel in 1662 de Jasaktu Khan aan, die als gevolg daarvan sneuvelde. De Tusheti Khan van de Khalkha's verdreef daarop de Altyn Khan naar het westen. Het gevolg was, dat hij op het grondgebied van de Dzjoengaren terechtkwam. De leider van de Dzjoengaren, Sengge, vernietigde de macht van de Altyn Khan vrijwel geheel. Hierna verdween het kanaat van de Altyn Khan als een factor van betekenis. Erinchin werd gevangengenomen en door Sengge uitgeleverd aan de  nieuwe Jasaktu Khan. 
De Chinese keizer Kangxi had enige strategische overwegingen het kanaat van de Altyn Khan nog enige tijd te doen herleven. In 1691 zijn de Khalka's vanwege de invallen in hun gebied door de Dzjoengaren onder Galdan gedwongen zich onder het gezag van de keizer te stellen. Het gebied van Mongolië zou tot aan 1911 onderdeel zou uitmaken van het Chinese rijk. Voor de nieuwe administratieve indeling werden globaal de grenzen van de bestaande kanaten gevolgd. Dit echter met uitzondering van het gebied van de Altyn Khan dat weer bij dat van de Jasaktu Khan werd gevoegd. 